# Actinoide
|  | Per a altres significats, vegeu «Actínid (anemone)». |

La sèrie dels actinoides o actínids comprèn els 15 elements de l'actini fins al lawrenci (nombres atòmics del 89 al 103, ambdós inclosos), que són: actini (Ac), tori (Th), protoactini (Pa), urani (U), neptuni (Np), plutoni (Pu), americi (Am), curi (Cm), berkeli (Bk), californi (Cf), einsteini (Es), fermi (Fm), mendelevi (Md), nobeli (No) i lawrenci (Lr). Tots ells tenen configuracions electròniques amb orbitals 5f parcialment ocupats.
| Període |       |       |       |      |       |       |       |       |       |       |       |        |        |        |        |
| 7       | 89 Ac | 90 Th | 91 Pa | 92 U | 93 Np | 94 Pu | 95 Am | 96 Cm | 97 Bk | 98 Cf | 99 Es | 100 Fm | 101 Md | 102 No | 103 Lr |

Els actinoides són químicament similars als lantanoides. Com a sèrie, són significatius en gran part a causa de la seva radioactivitat. Els actinoides més pesants no són presents a la natura a causa que tenen períodes de semidesintegració molt breus. Tot i que diversos membres del grup, inclòs l’urani, es produeixen de manera natural, la majoria són artificials. L'urani 235 s'empra com a combustible en les centrals nuclears per a produir energia elèctrica mitjançant la reacció de fissió nuclear. Amb urani i plutoni s'hi fabriquen armes nuclears. Només l'urani i el plutoni són els elements que tenen isòtops que poden produir reaccions de fissió nuclear.

## Etimologia
A aquesta sèrie d'elements també se'ls denomina actínids, però és un nom no recomanat per la Unió Internacional de Química Pura i Aplicada (IUPAC). El nom actínids prové d'actinii amb el sufix d'origen llatí -ĭdus, -ids, que significa 'tendent a, cap a', per tant etimològicament actínids significa la sèrie d'elements que segueixen a l'actini. Per altra banda actinoide prové d'actini i del sufix grec εῖδος, -oide, 'forma', 'aparença', és a dir, actinoide vol dir element semblant a l'actini. Malgrat que estrictament no s'hauria d'incloure a l'actini en els actinoides, la pràctica habitual és incloure'l. En anglès actinide té la mateixa terminació que sulfide, chloride,... que són anions i no és recomanable emprar el mateix sufix perquè els actínids no són ni formen anions. Tanmateix en català no es dona el mateix problema, ja que els anions se'ls anomena amb el sufix -ur: sulfur, clorur,... i actínid no s'hi sembla.

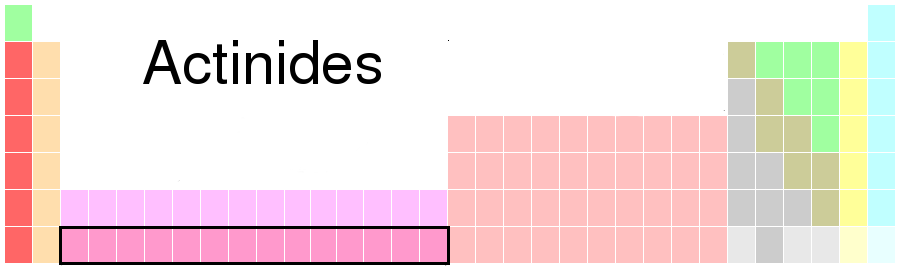
Situació dels actínids dins la taula periòdica

El físic estatunidenc Glenn Theodore Seaborg postulà el 1942 una estreta correspondència entre lantanoides i actinoides, i admeté que cada actinoide era l'homòleg del lantanoide corresponent. Aquesta idea, encara que no sempre rigorosament vàlida, ha estat molt útil per a la identificació i estudi dels elements transplutònics. L'homogeneïtat de propietats dels actinoides prové, com en els lantanoides, de la configuració electrònica. Tots ells tenen dos electrons 7s, però el nivell més extern cessa d'omplir-se i a partir del protoactini els electrons addicionals passen a omplir el nivell intern 5f.
Els actinoides se situen habitualment sota del bloc principal de la taula periòdica, sota dels lantanoides.

## Estat natural
L’actini, el tori, el protactini i l’urani són els únics actinoides que es poden trobar a la natura. Tant l'actini com el protactini només se'ls troba en concentracions traça a l'escorça terrestre i són uns dels deu elements menys abundants en ella. El tori és present a l'escorça de la Terra en una concentració mitjana de 7,2 ppm, essent 39è element més abundant en ella. L'urani és el 48è element més abundant a l'escorça terrestre, amb una concentració mitjana de 2 ppm (a l'aigua de la mar és de 3 ppb).

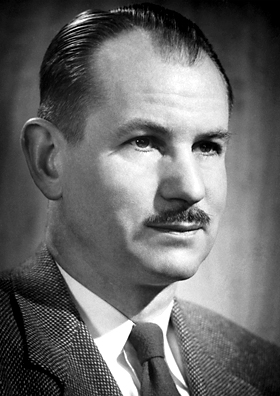
Edwin Mattison McMillan, premi Nobel de Química el 1951.

La resta d’actinoides, anomenats comunament transurànids, s'han sintetitzat al laboratori mitjançant el bombardeig d’actinoides naturals amb neutrons als reactors nuclears o amb ions pesants (partícules carregades) en acceleradors de partícules. Els actinoides més enllà de l’urani no es produeixen a la naturalesa (excepte, en alguns casos, en quantitats traça), perquè l'estabilitat dels seus isòtops disminueix amb l’augment del nombre atòmic i les quantitats que es puguin produir decauen massa ràpidament per acumular-se. El període de semidesintegració de l'urani 238, l’isòtop d’urani més estable, és de 4,5 × 10⁹ anys. El plutoni 239 té una semivida de 24 400 anys i es produeix en reactors en quantitats de tones, però el nobeli i el lawrenci, els elements 102 i 103, amb una semivida de segons, es produeixen uns quants àtoms a la vegada. El primer d'aquests elements actinoides sintètics que es descobrí fou el neptuni, de número atòmic 93, que es preparà mitjançant el bombardeig d'urani 238 amb neutrons per part dels investigadors estatunidencs Edwin M. McMillan (1907–1991) i Philip H. Abelson (1913–2004). Primer s'obtingué urani 239, inestable, que es desintegrà emetent una partícula beta i donà el neptuni 239:
{\displaystyle {\ce {_92^238U + _0^1n -> _92^239U + \gamma}}}{\displaystyle {\ce {_92^239U -> _93^239Np + _{-1}^0e}}}

## Propietats
Els actinoides se succeeixen al setè període de la taula periòdica. Tots tenen 86 electrons disposats com en els àtoms del radó, el gas noble que els precedeix a la taula periòdica, amb tres electrons més que es poden situar als orbitals 6d i 7s (electrons de valència), i amb electrons addicionals que se situen als orbitals interiors 5f. Per tant, la principal diferència entre els àtoms dels elements de la sèrie és la presència d’electrons situats a orbitals 5f profunds dins del núvol d’electrons. A causa de la seva posició a la cinquena capa, aquesta subcapa electrònica diferenciadora afecta de fet les propietats químiques dels actinoides de manera relativament poc significativa, per la qual cosa tenen propietats extremadament semblants.

### Propietats físiques
Cap element més enllà del bismut a la taula periòdica, és a dir, cap element que tingui un nombre atòmic superior a 83, no té cap isòtop estable. Els actinoides són inusuals en formar una sèrie de 15 elements que no tenen isòtops estables; tots els isòtops actinoides sofreixen una desintegració radioactiva i, com a resultat, només alguns dels membres més estables i lleugers de la sèrie (actini, tori, protactini i urani) es troben a la natura. Tres isòtops naturals de la sèrie actinoide (232Th, 235U i 238U) tenen un període de semidesintegració o semivida de l’ordre de milers de milions d’anys. Aquests isòtops s'anomenen primordials, ja que es creu que eren presents quan la Terra es formà. Alguns dels isòtops als quals es desintegren els isòtops actinoides primordials també es troben a la natura, però la semivida dels isòtops de les cadenes de desintegració 232Th, 235U o 238U és molt més curta.

Una possible fissió de l'urani 235.

Les reaccions nuclears més importants, però, impliquen la captura de neutrons per un nucli actinoide, seguida de la divisió o fissió d’aquest nucli en dues parts desiguals, amb l’alliberament d’enormes quantitats d’energia més dos o més neutrons addicionals. Els reactors nuclears i les bombes atòmiques depenen de la reacció en cadena creada per aquest procés: els neutrons resultants reaccionen encara més, induint més reaccions de fissió, que produeixen més neutrons, que condueixen a reaccions de fissió encara més grans, amb el resultat que, sense control, gran quantitat d'energia s'allibera molt ràpidament. Un gram de carbó cremat produeix menys de 10 000 calories de calor. La fissió d’un gram d'urani 235 produeix 2 × 10¹⁰ calories, és a dir, aproximadament dos milions de vegades més energia. Amb un control adequat, l'energia es pot alliberar de forma útil per produir electricitat.

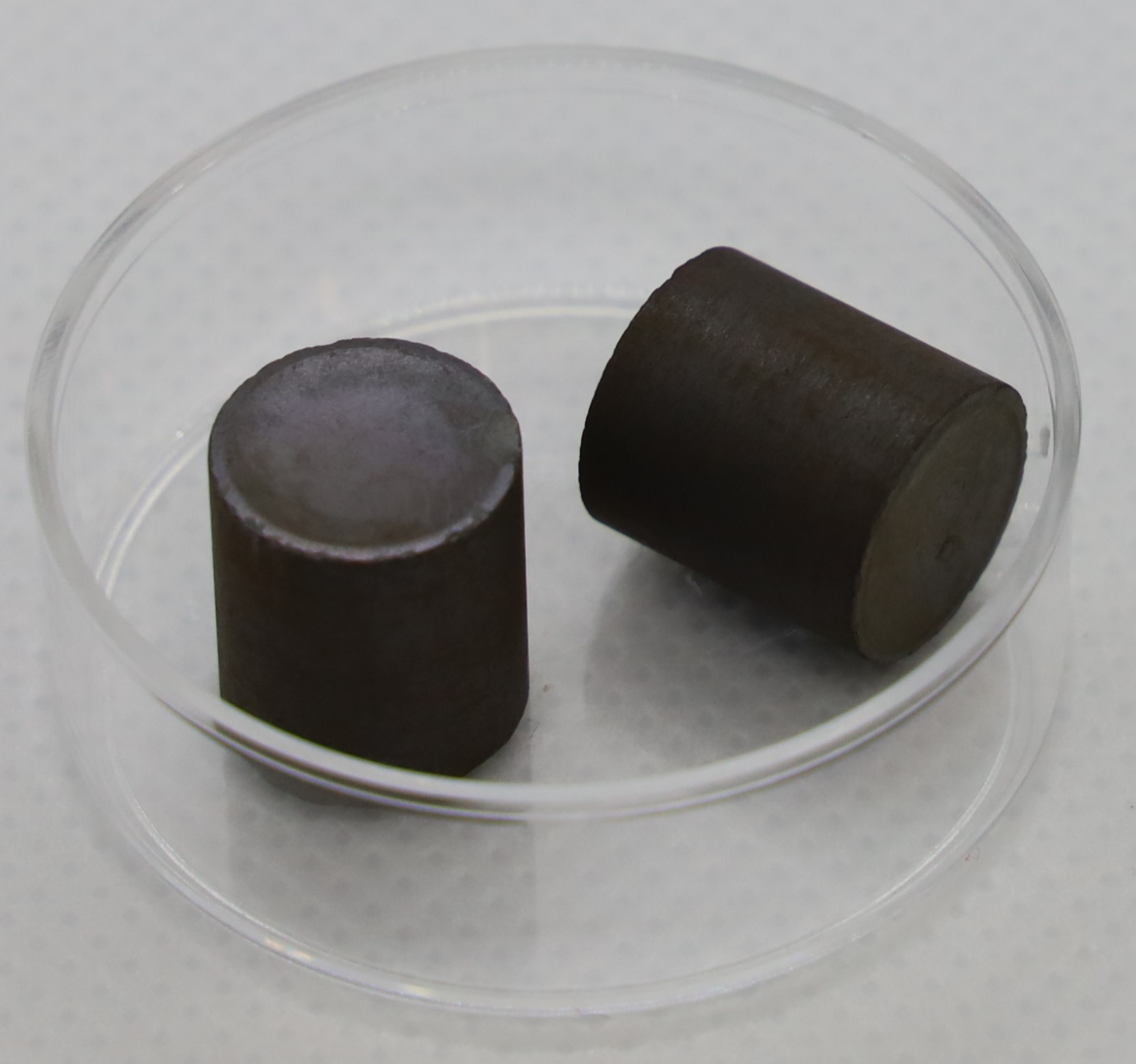
Cilindres d'òxid d'urani(IV) emprats als reactors nuclears.

L’actinoide més important, amb diferència, per la seva fisibilitat, és l’urani, que té diversos isòtops. L'urani natural consisteix principalment en urani 238, un isòtop no fissible. L’isòtop fissible és l'urani 235, que es hom el troba a la natura en només un 0,7 %. Els mètodes que separen els isòtops en virtut de les seves masses lleugerament diferents s'utilitzen per enriquir l’urani natural respecte a l’urani 235. L'òxid d'urani(IV) {\displaystyle {\ce {UO2}}} és ara el combustible de gairebé tots els reactors nuclears.
Dos altres isòtops actinoides fissibles són importants. El primer és el plutoni 239, que es pot preparar mitjançant el bombardeig de neutrons contra l'urani 238 i, per tant, es forma com a subproducte en reactors d’urani en què l’urani 238 està exposat als neutrons. Primer es forma urani 239 que emet una partícula beta transformant-se en plutoni 239:
{\displaystyle {\ce {_92^238U + _0^1n -> _92^239U -> _93^239Pu + _{-1}^0e}}}
El segon és potencialment encara més important, ja que es produeix a partir de l'element tori, del qual hi ha enormes reserves a la Terra. L'isòtop tori 232 és bombardejat per neutrons, capta un neutró i es converteix en tori 233. Aquest isòtop decau per emissió beta al protactini 233, que torna a emetre una partícula beta per donar urani 233, un isòtop fissible de l’urani.
{\displaystyle {\ce {_90^232Th + _0^1n -> _90^233Th -> _91^233Pa + _{-1}^0e -> _92^233U + _{-1}^0e}}}
Els reactors de potència reproductora estan dissenyats de manera que es perden molt pocs neutrons per la superfície o per absorció per impureses i es produeix més material fissible (ja sigui urani 233 o plutoni 239) del que es consumeix. Si es facessin practicables aquests reactors reproductors, hi hauria subministraments interminables d’isòtops fissibles.

### Propietats químiques

#### Configuració electrònica

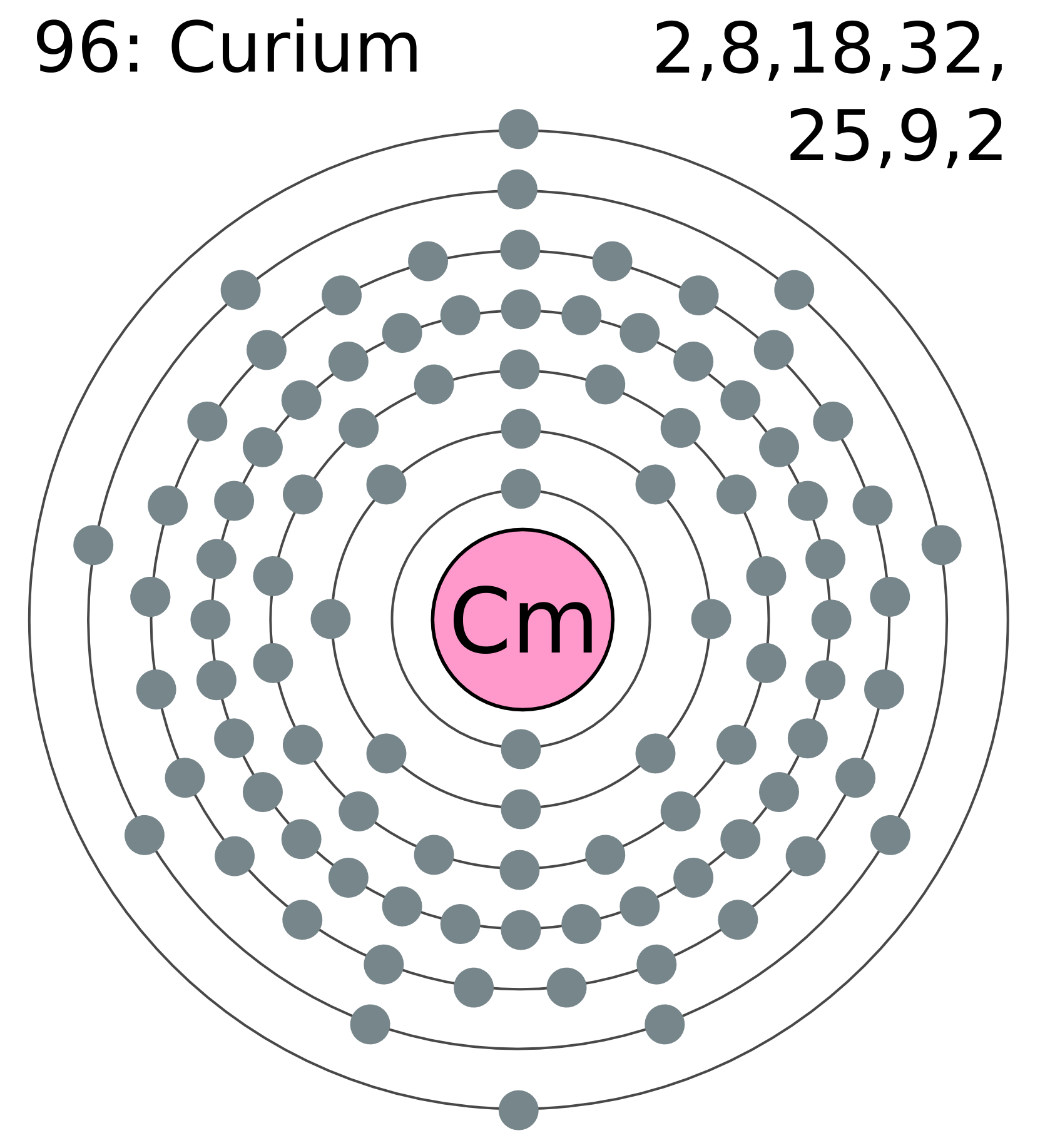
Configuració electrònica del curi: 1s² 2s²2p⁶ 3s²3p⁶3d¹⁰ 4s²4p⁶4d¹⁰4f¹⁴ 5s²5p⁶5d¹⁰5f^{7} 6s²6p⁶6d¹ 7s²

A la sèrie actinoide, igual que als lantanoides, els electrons afegits (amb un nombre atòmic creixent) entren en orbitals interns, on estan parcialment submergits i, per tant, no són químicament actius. Aquestes dues sèries es produeixen al grup 3 de la taula periòdica; com que els electrons externs o de valència d’aquests elements són sempre els mateixos, les propietats químiques dels elements de les dues sèries tendeixen a semblar-se molt. Se sap molt sobre els lantanoides que es donen a la natura com a isòtops estables. Per tant, les prediccions sobre la química dels actinoides, alguns dels quals només es poden preparar en quantitats mínimes, es poden fer amb cert èxit comparant les seves configuracions electròniques amb les dels lantanoides.
A la sèrie d'elements lantanoides cada electró afegit entra a l'orbital f de la quarta capa; això és 4f. En els elements actinoides, els electrons afegits també entren en un orbital f, de manera similar, però en el cas del cinquè nivell, els 5f. Els electrons amb nombres quàntics més grans generalment estan més allunyats del nucli que els que tenen nombres quàntics més petits i, per tant, solen estar-hi menys fortament. Com era d’esperar, doncs, els electrons dels orbitals 5f, estant més allunyats del nucli, estan molt menys units que els dels orbitals 4f i, de fet, de vegades són prou actius com per participar en reaccions químiques. El resultat és que els actinoides, en els quals s'omplen els orbitals 5f, tenen més valències variables (nombre d’electrons disponibles per a enllaços químics) que els lantanoides, en què s'omplen els orbitals 4f.

#### Metalls actinoides

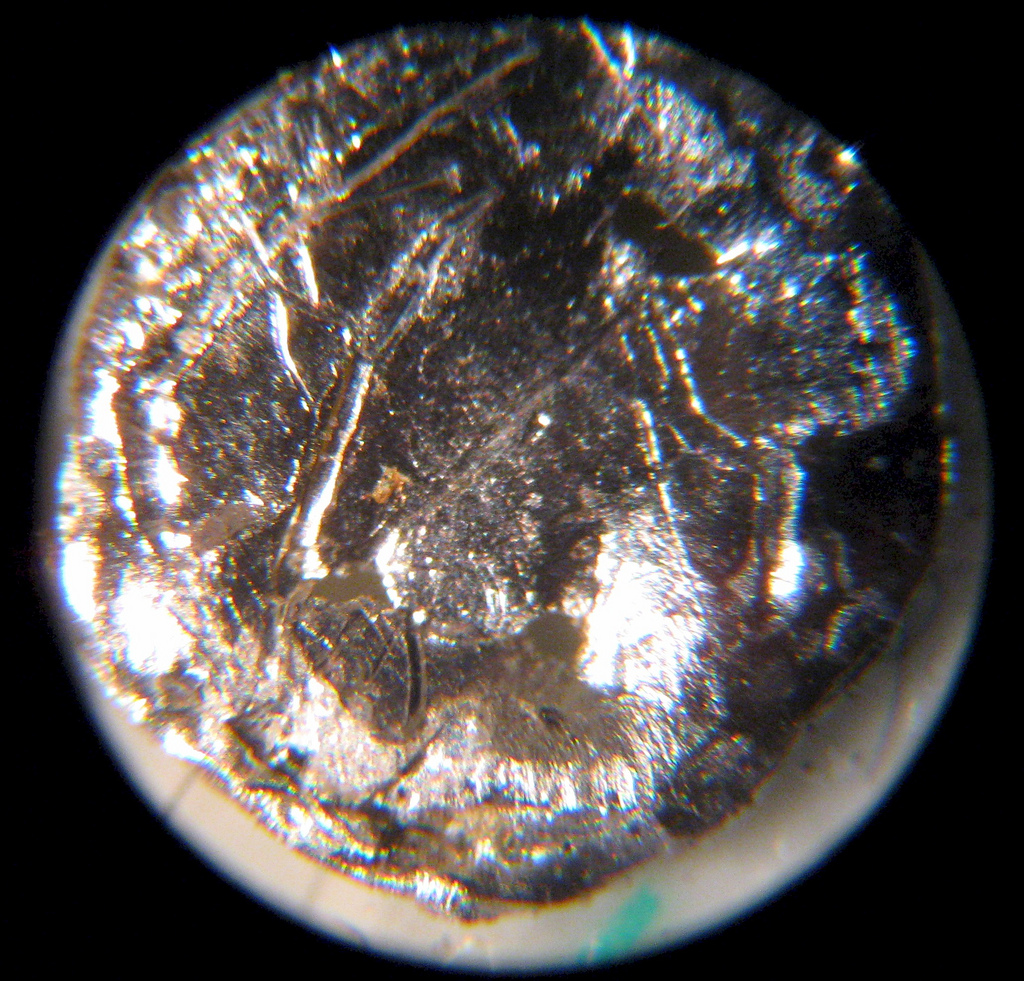
Americi observat amb microscopi.

Les similituds entre molts compostos lantanoides i actinoides són sorprenents i ofereixen una comparació útil. En certes condicions, per exemple, l'actini, americi, curi, berkeli i californi tenen la mateixa estructura cristal·lina, igual que molts dels lantanoides. L'einsteini, l'element actinoide més pesant amb isòtops prou estables per al treball químic a escala macroscòpica, té la mateixa estructura que el lantanoide europi. Diversos dels actinoides més lleugers des del tori fins al plutoni tenen estructures metàl·liques diferents i inusuals, presumiblement a causa de la barreja d’orbitals 5f i 6d en els seus àtoms, alguns electrons se situen primer en orbitals 6d abans que en els orbitals 5f esperats.
Els primers actinoides (tori, protactini, urani, neptuni i plutoni) són en la seva majoria diferents entre si. L’urani, el neptuni i el plutoni tenen formes metàl·liques extremadament denses. El neptuni, per exemple, amb una densitat de 20,48 g/cm³ quan es cristal·litza a la forma de cristall ortoròmbic a 25 °C, és un dels metalls més densos coneguts. Una possible explicació del fet que aquests metalls mostren diverses formes cristal·lines diferents és que els electrons dels orbitals 5f es barregen amb els dels orbitals 6d i, en conseqüència, formen una sèrie d'estats electrònics híbrids de gairebé la mateixa energia. A partir de l'americi els nivells d'energia dels electrons semblen estar prou separats perquè no es produeixi la barreja.

#### Estat d’oxidació +2
Els actinoides presenten generalment múltiples estats d’oxidació. Es coneixen compostos d'americi i californi amb un estat d’oxidació de +2. Hi ha raons per esperar l'existència d'aquest estat en alguns dels elements més pesants que el californi. Per exemple, s'han obtingut proves espectroscòpiques de l'einsteini(2+) en presència de l’ió fluor. Aquest actinoides divalents formen compostos amb gairebé les mateixes propietats que els dels lantanoides divalents i, per tant, els iodurs, bromurs i clorurs de l’ameri i californi divalents són estables.

#### Estats d’oxidació +3 i +4
Es troben grans similituds en el comportament químic en els actinoides d’estat d’oxidació +3 (actini i urani a través de l'einsteini); a més, aquests ions s'assemblen molt als lantanoides del mateix estat d’oxidació. Els tipus de cristalls i moltes propietats físiques d’aquests actinoides trivalents depenen més de la mida de l’ió +3 de l'element concret. Per exemple, la solubilitat en aigua dels trifluorurs formats per actinoides amb un estat +3 (el tori i el protactini tenen estats +3 inestables) és extremadament baixa. El tipus d’estructura cristal·lina per a la majoria dels trifluorurs d’actinoides és el mateix que el fluorur de lantani(III) i, atès que el radi de l’ió és una funció regular del nombre atòmic, la circumstància permet extrapolar del compost de lantani al compost actinoide i interpolar entre compostos de la sèrie per determinar els valors que falten. Els hidròxids, fosfats, oxalats i sulfats dobles alcalins dels actinoides també són insolubles, ja que molts tenen estructures cristal·lines idèntiques o són isostructurals. Els clorurs, bromurs i iodurs (és a dir, els halurs) dels actinoides són, en la seva major part, isostructurals per a qualsevol halogen i es pot predir el tipus d’estructura a partir d’un coneixement del radi iònic. La solubilitat d'aquests halurs a l'aigua és generalment gran. Els òxids +3 dels actinoides també són isostructurals, amb la fórmula general {\displaystyle {\ce {M2O3}}}, en què {\displaystyle {\ce {M}}} és un actinoide; formen cristalls cúbics (o hexagonals) i, per tant, les densitats i altres propietats d'aquests òxids i altres compostos cristal·lins són fàcilment predicibles. En general, doncs, la química dels actinoides en estat d’oxidació +3 és similar, amb diferències degudes principalment a la mida iònica. Com a conseqüència d’aquestes similituds, les separacions dels elements i dels seus components són sovint difícils, cosa que requereix l'ús de mètodes en què diferències físiques molt lleus dels àtoms o ions serveixen per separar els materials químicament gairebé idèntics. Dos mètodes són les reaccions de bescanvi iònic, en què s'utilitzen diferències en la mida i l'enllaç dels ions per efectuar la separació, i l'extracció de dissolvents, en què s'utilitzen dissolvents no aquosos específics i reactius de complexació per retirar l'element desitjat de la solució aquosa.

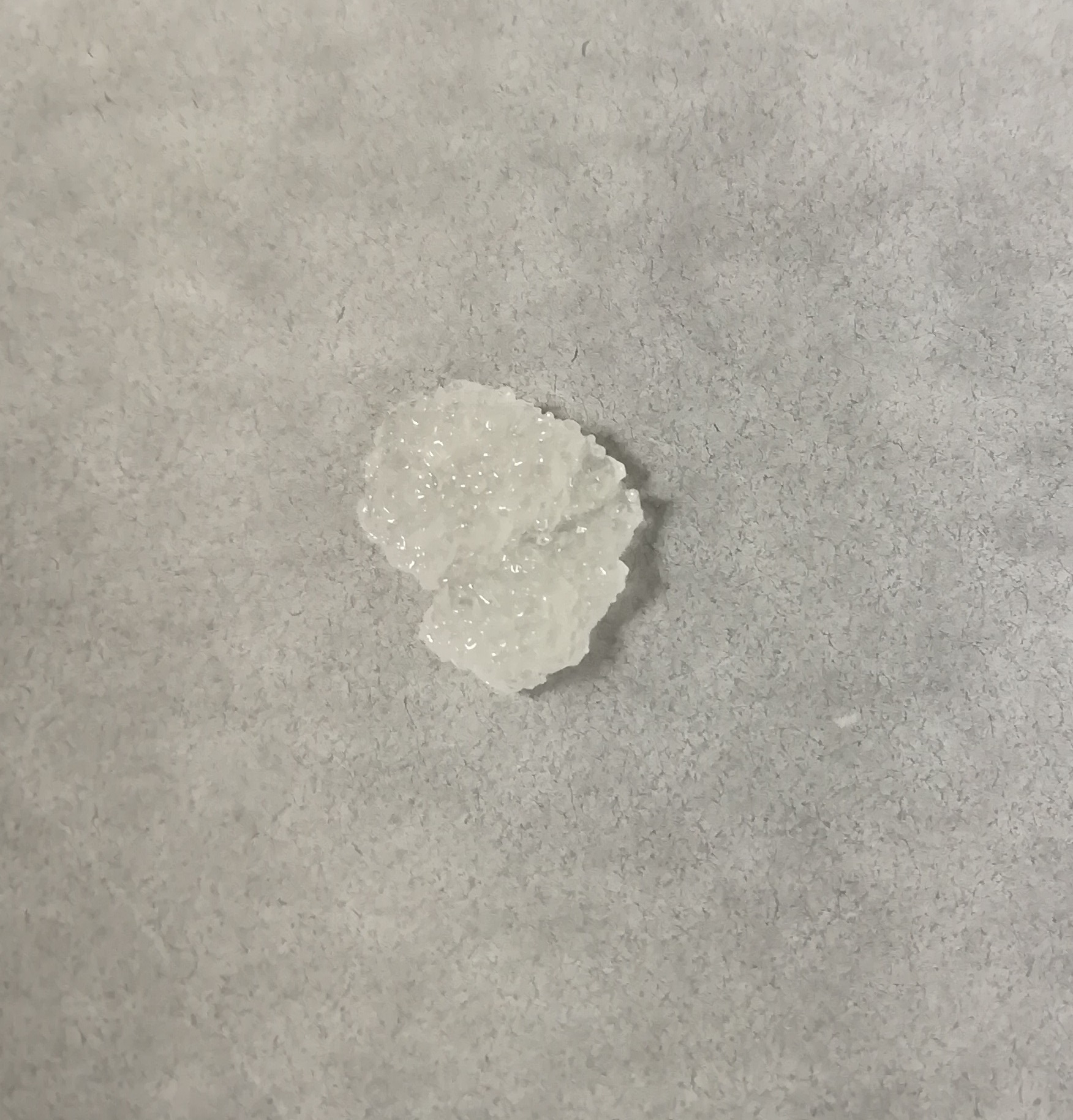
Nitrat de tori(IV) hidratat Th(NO3)4.xH2O

Els actinoides en estat d’oxidació +4 també són molt semblants (i també s'assemblen als lantanoides +4). Els +4 actinoides (tori, protactini, urani, neptuni, plutoni, berkeli i, en menor mesura, americi, curi i californi) són prou estables per experimentar reaccions químiques en solucions aquoses. Existeixen compostos cristal·litzats en estat +4 per al tori, protactini, urani, neptuni, plutoni, americi, curio, berkeli i californi. Els òxids i molts fluorurs complexos són coneguts per tots aquests elements. Tots els diòxids són isostructurals, igual que els tetrafluorurs. Els diòxids i tetrafluorurs actinoides es poden preparar en estat sec en encendre el propi metall o un dels seus altres compostos en una atmosfera d’oxigen o de fluor. Alguns tetraclorurs, bromurs i iodurs són coneguts pel tori, l’urani i el neptuni. La facilitat amb què es poden formar disminueix amb l’augment del nombre atòmic. També es coneixen hidròxids d'alguns d'aquests elements en l'estat +4; tenen una solubilitat molt baixa, igual que els fluorurs, oxalats i fosfats. De nou, moltes propietats físiques de tEls tetrafluorurs estan influenciats més per la mida iònica que pel nombre atòmic, i la isostructuralitat d'aquests compostos actinoides i lantanoides és la regla més que l'excepció.

#### Estats d’oxidació +5, +6 i +7
Les semblances que presenten els compostos lantanoides i actinoides en els estats d’oxidació +3 i +4, així com en alguns casos pels elements metàl·lics, poden ser molt útils. No obstant això, sorgeixen moltes diferències individuals. Aquests són deguts en part a la barreja dels orbitals (alguns electrons es mouen en orbitals d en lloc de f) i en part als graus relatius d’enllaç dels electrons f.

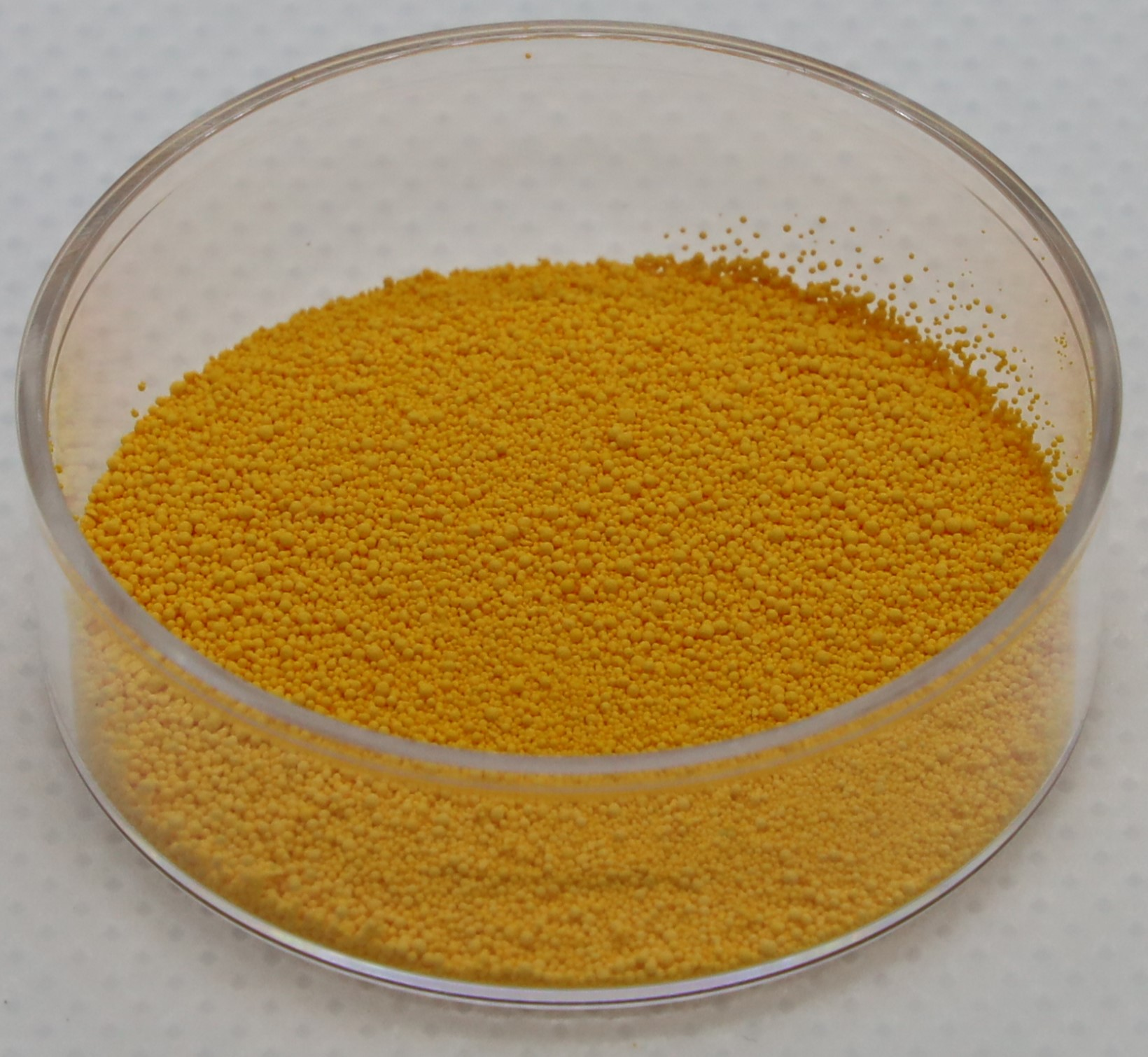
Triòxid d'urani o òxid d'urani(VI) UO3

L’altra diferència principal que mostren els actinoides és que alguns posseeixen els estats d’oxidació +5, +6 i +7 (cap element lantanoide supera l'estat +4). Sembla que els electrons 5f dels actinoides, estant prou allunyats del nucli carregat positivament, permeten una eliminació cada cop més fàcil i la consegüent formació d’estats d’oxidació més alts. L'element protactini mostra l'estat +5; urani, neptuni i americi presenten els estats +5 i +6; només el neptuni i el plutoni tenen l'estat +7.
Hi ha dos tipus de reaccions químiques per als estats +5 i +6. Els ions que es troben tant en una solució aquosa com en sòlids preparats a partir d'una solució es representen mitjançant les fórmules generals MO₂+ i MO₂2+. Aquests ions tenen una forma lineal, per exemple, [O=U=O]2+. En solució no aquosa i en sòlids preparats a partir d’elles, es coneixen compostos de M en els estats d’oxidació +5 i +6 que no contenen oxigen. Amb els halògens (X és la designació general d’un halogen: fluor, clor, brom o iode), es coneixen compostos que es poden representar com MX5 (és a dir, una molècula que consisteix en un àtom d’un actinoide amb cinc àtoms d’un halogen). i MX6, així com complexos del tipus que tinguin les fórmules moleculars MX6−, MX72− i MX83− per als estats +5 i MX7− i MX82− per als estats +6. El neptuni(VII) i el plutoni(VII) s'han preparat en solució bàsica i s'han identificat certs ions oxigenats (del tipus representat per MO53−) i alguns compostos sòlids amb el mateix estat d’oxidació. També s'han preparat òxids complexos amb metalls alcalins en què aquests dos elements tenen l'estat +7.

## Aplicacions
La importància pràctica més comuna dels actinoides sorgeix de la fissibilitat, o potencial de divisió, dels nuclis de certs dels seus isòtops. Quan un nucli atòmic es trenca o sofreix una fissió, s'allibera un procés molt més disruptiu que la desintegració radioactiva ordinària, i s'alliberen enormes quantitats d’energia, així com diversos neutrons. Aquesta energia pot generar una explosió atòmica o es pot controlar i utilitzar com a combustible per generar calor per a la producció d'energia elèctrica. Els processos nuclears per a la producció d’energia no desprenen fum, fum, gasos nocius, ni tan sols diòxid de carboni, com fan les centrals convencionals de carbó o gas. Les centrals nuclears, però, produeixen calor residual que es pot considerar contaminació tèrmica i també produeixen residus radioactius inútils i perillosos que, tot i que són contaminants, poden ser menys indesitjables que els dels generadors de combustibles fòssils. Per aquesta i altres raons, com l'economia de funcionament, hi ha un potencial per a una enorme producció d’energia elèctrica inherent a les tecnologies de generació d’energia nuclear i, atès que els elements actinoides són els únics materials fisibles coneguts.

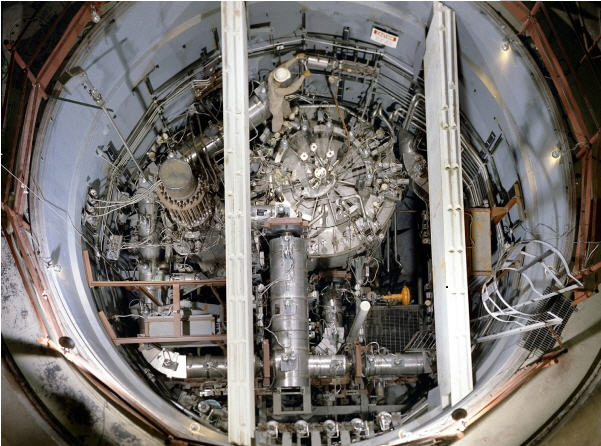
Disseny experimental d'un reactor nuclear de tori.

- Tori. El tori 232 es pot utilitzar com a combustible en un reactor nuclear adient, ja que no és fissionable ell mateix, sinó que absorbeix neutrons lents per a produir urani 233, que sí és fissionable, i redueix la producció de residus nuclears. Quan l’isòtop tori 232 és bombardejat per neutrons, capta un neutró i es converteix en tori 233. Aquest isòtop decau per emissió beta al protactini 233, que torna a emetre una partícula beta per donar urani 233, un isòtop fissible de l’urani. Atès que l’urani és un element relativament escàs, s'espera que el desenvolupament de l'energia nuclear a gran escala esgoti ràpidament l’urani que es pot produir econòmicament. L'ús del tori podria, per tant, ampliar el subministrament de material fissible en aproximadament tres vegades. El recobriment amb tori dels elèctrodes de tungstè millora l'emissió d'electrons en els càtodes calents de certes làmpades. El tori s'afegeix a aliatges de magnesi usats en els motors de les aeronaus per a augmentar-ne la resistència a les altes temperatures (l'òxid de tori fon a 3 300 °C). En el mètode de soldadura elèctrica TIG (Tungsten Inert Gas) per a aliatges d'alumini, magnesi i acer inoxidable s'usen elèctrodes de tungstè amb una petita quantitat d'òxid de tori (2 %), que augmenta el corrent i la duració de l'elèctrode i facilita la formació i l'estabilitat de l'arc. L'òxid de tori s'afegeix al vidre que s'utilitza per a fabricar lents d'alta qualitat en càmeres i instruments científics, ja que n'augmenta l'índex de refracció i disminueix la dispersió. També s'utilitza com a catalitzador en la conversió d'amoníac a àcid nítric, en la refinació del petroli i en la producció d'àcid sulfúric.[8]

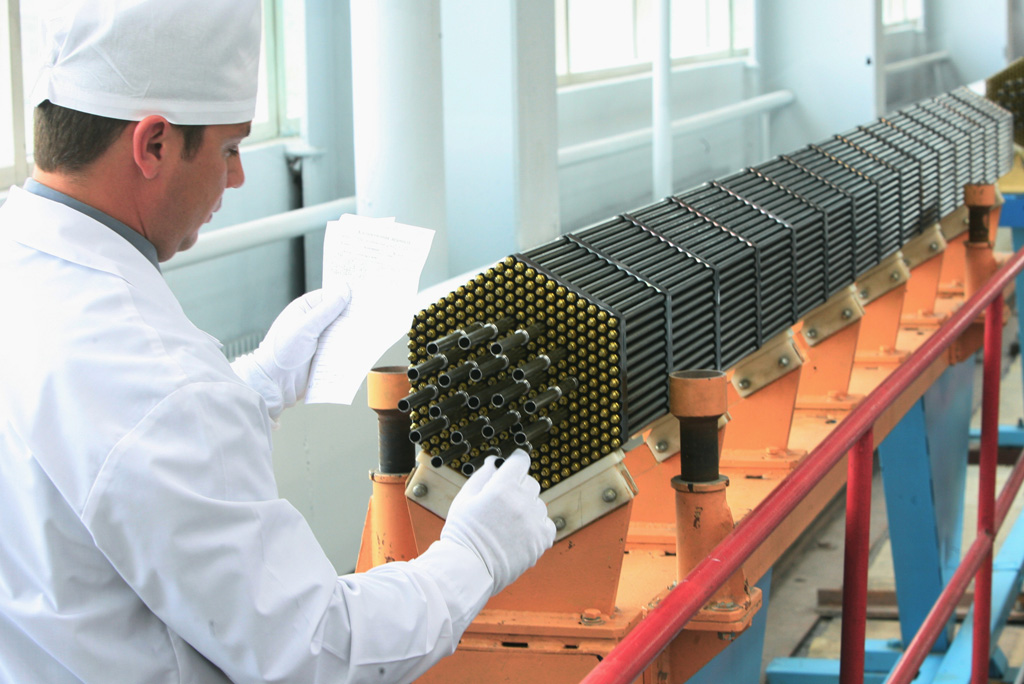

- Urani. La principal aplicació de l'urani enriquit (amb un contingut d'urani-235 d'entre el 3 % i el 10 %) és la d'actuar com a combustible nuclear per a generar energia elèctrica. Un quilogram d'urani 235 pot produir 80 terajoules d'energia, tanta com 3 000 tones de carbó. L'urani enriquit amb un contingut d'urani 235 d'entre el 20 % i el 90 % s'utilitza bàsicament per a fabricar armes nuclears i capçals nuclears. També com a propulsor dels submarins nuclears. L'urani empobrit, amb un contingut d'urani 235 de prop del 0,7 %, de radioactivitat molt baixa, s'usa principalment en la fabricació de projectils antiblindatge, ja que quan impacta perfora, s'inflama i esclata en l’interior del vehicle blindat. A més, s'usa per a fabricar blindatges de carros de combat. L'urani empobrit, gràcies a la seva alta densitat, és un material adequat per al blindatge enfront de radiacions gamma; per això s'utilitza per a fabricar contenidors per a emmagatzemar i transportar materials radioactius. També s'utilitza com a recipient protector de les fonts radioactives usades en el tractament de càncers i en la fabricació dels col·limadors dels capçals de certs acceleradors lineals.[8]

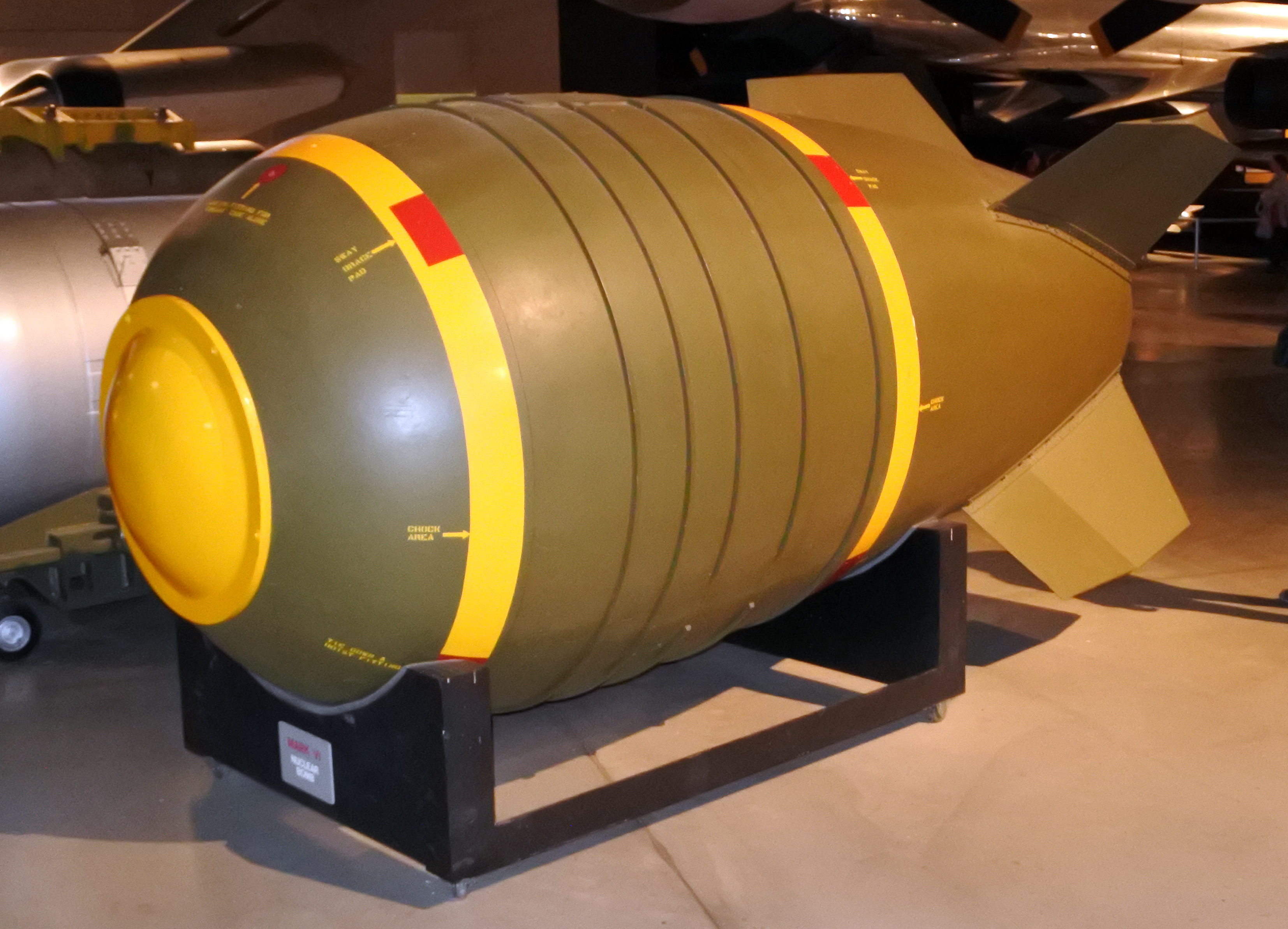
Bomba nuclear Mark VI dels Estats Units produïda en la dècada dels 50 amb plutoni.

- Plutoni. Els isòtops de plutoni fissibles es formen com a subproductes de fissió en reactors que utilitzen urani; quan s'afegeixen neutrons a l'urani 238, que per si mateix no és fissible, es converteix en l’isòtop fisionable plutoni 239. El plutoni 239 es pot utilitzar en lloc de l’urani 235 en armes atòmiques o en reactors. L'ús del plutoni podria ampliar el subministrament de material fissible en aproximadament dues vegades. El plutoni 238 en desintegrar-se produeix 0,57 watts per gram i té una semivida molt més llarga de 87,74 anys. Les fonts d'energia de plutoni 238 s'han plantat a la Lluna i s'han utilitzat en missions espacials als planetes exteriors per proporcionar energia elèctrica per transmetre missatges a la Terra. El plutonium 238 també s'emprà com a font d’energia per als marcapassos als anys 70, abans que les bateries químiques d’alta eficiència estiguessin disponibles.

- Altres actinoides. Els actinoides més pesants, més enllà del plutoni a la taula periòdica, són d’interès principalment per a científics investigadors, tot i que tenen alguns usos pràctics potencials com a fonts de calor termoelèctrica i neutrons. Per a fonts d’energia especials que requereixen una gran fiabilitat, s'han considerat els generadors termoelèctrics que utilitzen aquests isòtops. Els isòtops emissors d’alfa amb semivides radioactives que oscil·len entre diversos mesos i 100 anys o més són candidats adequats. (Els isòtops emissors de beta o gamma requereixen massa protecció per ser utilitzables.) Curium-244, que té una vida mitjana de 18,1 anys, produeix 2,83 watts de calor per gram. Un isòtop, el californi 252, s'utilitza fins a cert punt en la teràpia contra el càncer.

## Toxicologia
Tots els elements actinoides són metalls pesants i, per tant, són tòxics, igual que el plom és tòxic; quantitats relativament grans ingerides durant un llarg període causen malalties greus. Però, a excepció dels isòtops de torio i urani de llarga vida, el perill real dels elements actinoides rau en les propietats radioactives d’aquests elements. Són emissors de raigs destructors de teixits i de càncer (radioactivitat alfa, beta o gamma). A més, la química de molts d'aquests elements és tal que, un cop ingerits, tendeixen a romandre en determinats òrgans del cos gairebé indefinidament. Diversos, com el plutoni i l'ameri, si s'ingereixen, migren cap a la medul·la òssia, on la seva radiació interfereix amb la producció de glòbuls vermells. Les partícules d’aerosol que contenen radioisòtops emissors d’alfa s'allotgen al teixit pulmonar si s'inhala. Com a conseqüència, els treballadors que utilitzen aquests elements han de prendre precaucions elaborades per evitar la ingestió. Menys d'una milionèsima part d’un gram d’alguns isòtops actinoides pot ser fatal.